# Теофан Флорас
Теофан Флорас (на гръцки: Θεοφάνης Φλωράς) е православен духовник, митрополит на Цариградската патриаршия.

## Биография
Теофан от 1602 до 1605 и от 1606 до 1613 година е серски митрополит. Според „Сярска хроника“ на Синодин Попсидеров в 1602 година митрополит Теофан изгражда западната стена на сярската катедрала „Св. св. Теодор Тирон и Теодор Стратилат“, която днес е начало на нартекса, както и женската църква на храма. Синодин пише:
| „ | ,ζρι΄ (1601/1602) Ἐγίνην νέος ἀρχιερεύς Σερρῶν ὁ κύρ Θεοφάνης εἰς την Κοσίνιτζα, ἄνδρας θεωριτικός… εὐλαβής, φιλοκκλήσιος, εἰς τόν λόγον του στέρεος. Καί ἔκαμεν… τόν τοῖχον τοῦ νάρθηκα ἐκ βάθρων καί τό σκέπος ὅλο τοῦ νάρθηκα καί ἐχώρισε καί τόν γυναικίτην… ,ζρι΄ (1601/1602) Стана нов серски архиерей господин Теофан в Кушница, човек на науката… честен, обичащ църквата, държащ на думата си. И се сдобихме… със стената на нартекса из основи и покритие на целия нартекс и се отдели женската църква… | “ |

В същата година, в съзвучие с тенденцията от края на XVI и началото на XVII век на подмяна на мраморните иконостаси с дървени, митрополит Теофан според свидетелството на Синодин заменя с резбован дървен и иконосаса в сярската катедрала.